# Roibă
Roiba (Rubia tinctorum) este o plantă ierboasă din familia Rubiaceae, cunoscută sub mai multe denumiri populare: rimenele, rodea, pațchină, garanță.

## Descriere
Plantă erbacee, perenă, înaltă de 50–80 cm, cu frunze verticale, lanceolat-eliptice și cu flori gălbui în cime. Originară din bazinul mediteraneean, a fost extinsă în România prin cultură, înflorește începând cu luna iunie și până la sfârșitul lui iulie.
În scopuri medicinale se utilizează rădăcina, ce se recoltează la sfârșitul celui de-al doilea sau al treilea an de vegetație.

Are ca componenți principali antrachinonici formați din antrachinone libere și glicozidate.

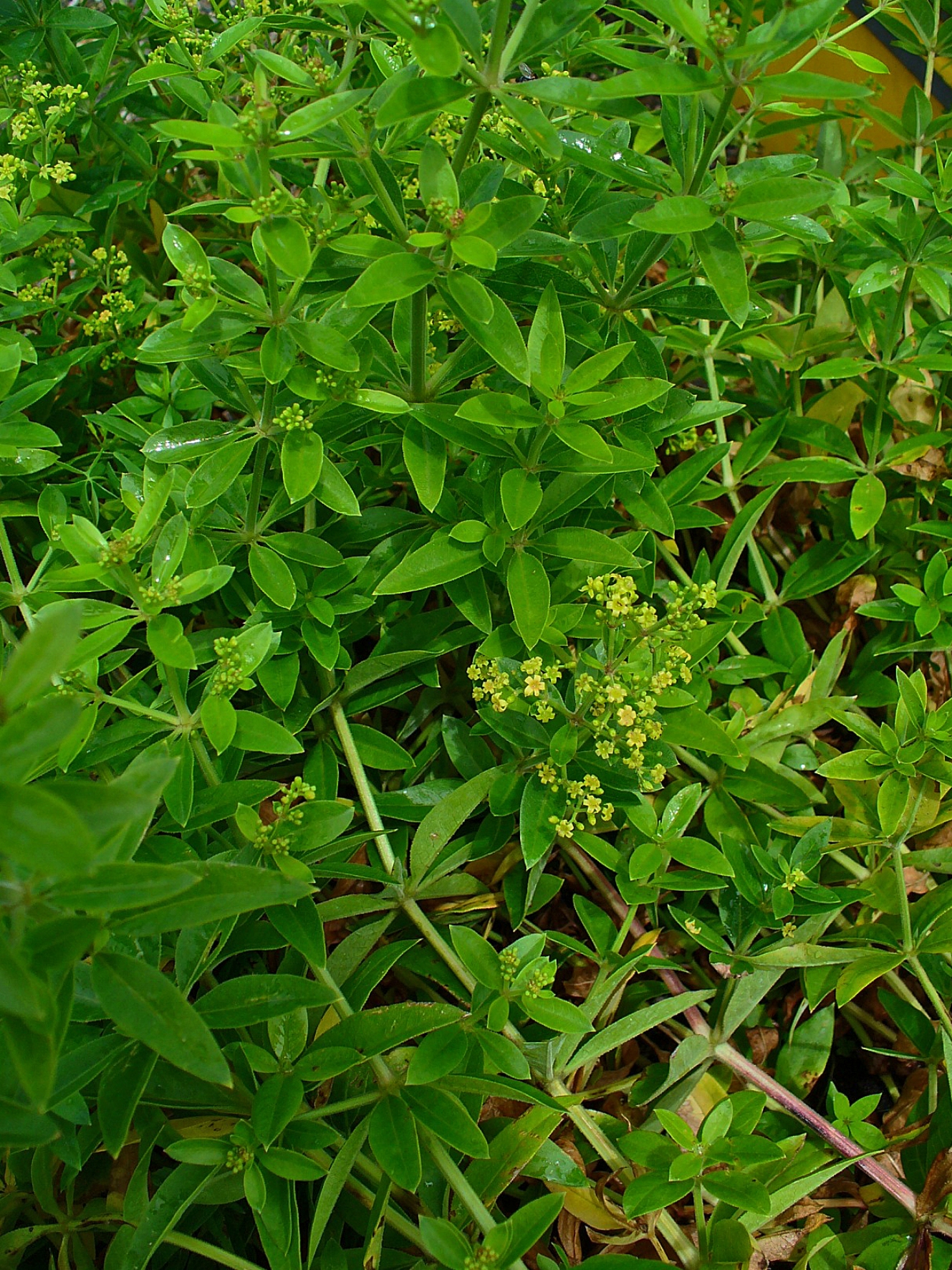
Roiba

## Indicații
Are proprietăți cancerigene, poate cauza malformații congenitale, avorturi și previne formarea calculilor fosfatici.
Sunt indicate în prevenirea calculozei urinare, cistite, nefrite, pielo-nefrite, amenoree, insuficiență renală - sub formă de pulbere de rădăcină; infuzie cu pulbere; tinctură.